# Empis alatauensis
Empis alatauensis är en tvåvingeart som beskrevs av Chvala 1999. Empis alatauensis ingår i släktet Empis och familjen dansflugor. Inga underarter finns listade i Catalogue of Life.